# ماريانا كوكس منديز
ماريانا كوكس منديز (Mariana Cox Méndez) أو "Mariana Cox-Stuven" أيضا معروفة بعدة أسماء مستعارة منها "Shade" و "Oliver Brand" ولدت في بونتا أريناس عام 1871 - وتوفيت في باريس، في 8 سبتمبر 1914) كانت كاتبة تشيلية و ناشطة نسائية و روائية. بالإضافة إلى الروايات والقصص القصيرة، كتبت مقالات في صحيفة الميركوريوEl Mercurio؛ ولا ناسيون La Nación؛وصحيفة La Union.
وقد أدانها المجتمع التشيلي وانتقدتهابسبب كتاباتها. وكانت مصنفة ضمن إطار ما يسمى الأرستقراطية النسوية feminismo aristocrático,، كغيرها من الكاتبات مثل إينيس إتيفيريا بيلو،و ماريا مرسيدس فيال،و تيريزا ويلمز مونت،و ماريا لويزا فرنانديز دي غارسيا هيدوبرو، وزيمينا مورلا لينش.
كان لها لديها ابن، اسمه إيفان؛ من زوجها الثاني خوان ستوفن غونزاليس؛Juan Stuven González.

## أعمالها
- Un remordimiento: (recuerdos de juventud), 1909
- La vida íntima de Marie Goetz, 1909